# Typhlogastrura breuili
Typhlogastrura breuili är en urinsektsart som beskrevs av ?E. Thibaud 1967. Typhlogastrura breuili ingår i släktet Typhlogastrura och familjen Hypogastruridae. Inga underarter finns listade i Catalogue of Life.